# クローンは故郷をめざす
『クローンは故郷をめざす』（クローンはこきょうをめざす）は、2009年1月10日公開の日本のSF映画。2006年度サンダンス・NHK国際映像作家賞を受賞した中嶋莞爾のオリジナル脚本を中嶋莞爾が自ら監督して映像化した作品である。
ファンタジア国際映画祭最優秀撮影賞、ニューヨーク・アジア映画祭最優秀ビジュアル賞を受賞している。

## ストーリー
クローン技術が発達した近未来の日本。不慮の事故で殉職した宇宙飛行士・高原耕平は合法的にクローンとして蘇る。
しかし記憶のコピーに失敗したために記憶障害を起こし、幼い頃に自分のせいで双子の弟・昇を死なせてしまった記憶ばかりが頭から離れなくなる。
クローン再生の失敗を隠蔽したい影山所長らはひそかにクローンの耕平に安楽死の薬を投与する。
病院を抜け出したクローンの耕平は、宇宙服を着た自分の死体（の幻）を見つける。
そしてそれを死んだ昇と思い込み、母親・洋子のもとに届けようと故郷をめざすが、投与された薬によって息絶える。
影山らは改めて耕平をクローンとして蘇らせる。
今度は記憶障害を起こすことなく、クローン再生は成功するが、生命倫理の観点から世論の強い反発を受ける。
そんな中、前身のクローンに導かれるように少年時代を過ごした故郷の家にやって来た耕平は、そこで前身のクローンの死体と空の宇宙服を見つける。
死体を埋葬した耕平は、死んだオリジナルの耕平の魂と「共鳴」し、宇宙服を背負って歩き出す。

## キャスト
- 高原耕平 - 及川光博： 宇宙飛行士。船外作業中の事故で死ぬ。
- 高原洋子 - 石田えり： 耕平の母親。耕平の死と相前後して亡くなる。
- 高原時枝 - 永作博美： 耕平の妻。
- 影山 - 嶋田久作： 研究所の所長。
- 笹川 - 矢島健一： 宇宙開発協会職員。
- 勅使河原 - 品川徹： 科学者。かつて死んだ孫娘をクローン技術で違法に蘇らせたことがある。
- 十和田 - 佐藤貢三
- 八木橋 - 平野貴大
- 高原ミツ - 市川千恵子
- 高原耕平、高原昇（子供時代）：塚本将、塚本僚

## スタッフ
- 監督・脚本：中嶋莞爾
- プロデューサー：井上潔、山本理恵、多胡由章
- エグゼクティブ・プロデューサー：ヴィム・ヴェンダース
- 企画プロデューサー：櫻井裕也、植草敏雄
- 撮影：浦田秀穂
- 衣装：宮本まさ江
- 編集：目見田健
- 音楽：山下雄太
- 美術デザイン：安宅紀史
- VFX：隠田雅浩
- スクリプター：長坂由起子
- 照明：常谷良男
- 装飾：高木理己
- 美術監修：木村威夫
- 録音：臼井勝
- 助監督：北川博康

## エピソード
一般公開に先立ち、第21回東京国際映画祭「日本映画・ある視点」部門に出品し、2008年10月19日と21日に上映された。

## DVD
2010年5月28日に、通常版に加えて、メイキング映像やスタッフ・キャストのインタビュー映像などが収録された特典ディスクを含む2枚組の PREMIUM EDITION が発売された。発売元はアグン・インク（発売元代理：インターフィルム）、販売元は角川映画。